# Luna X 2000

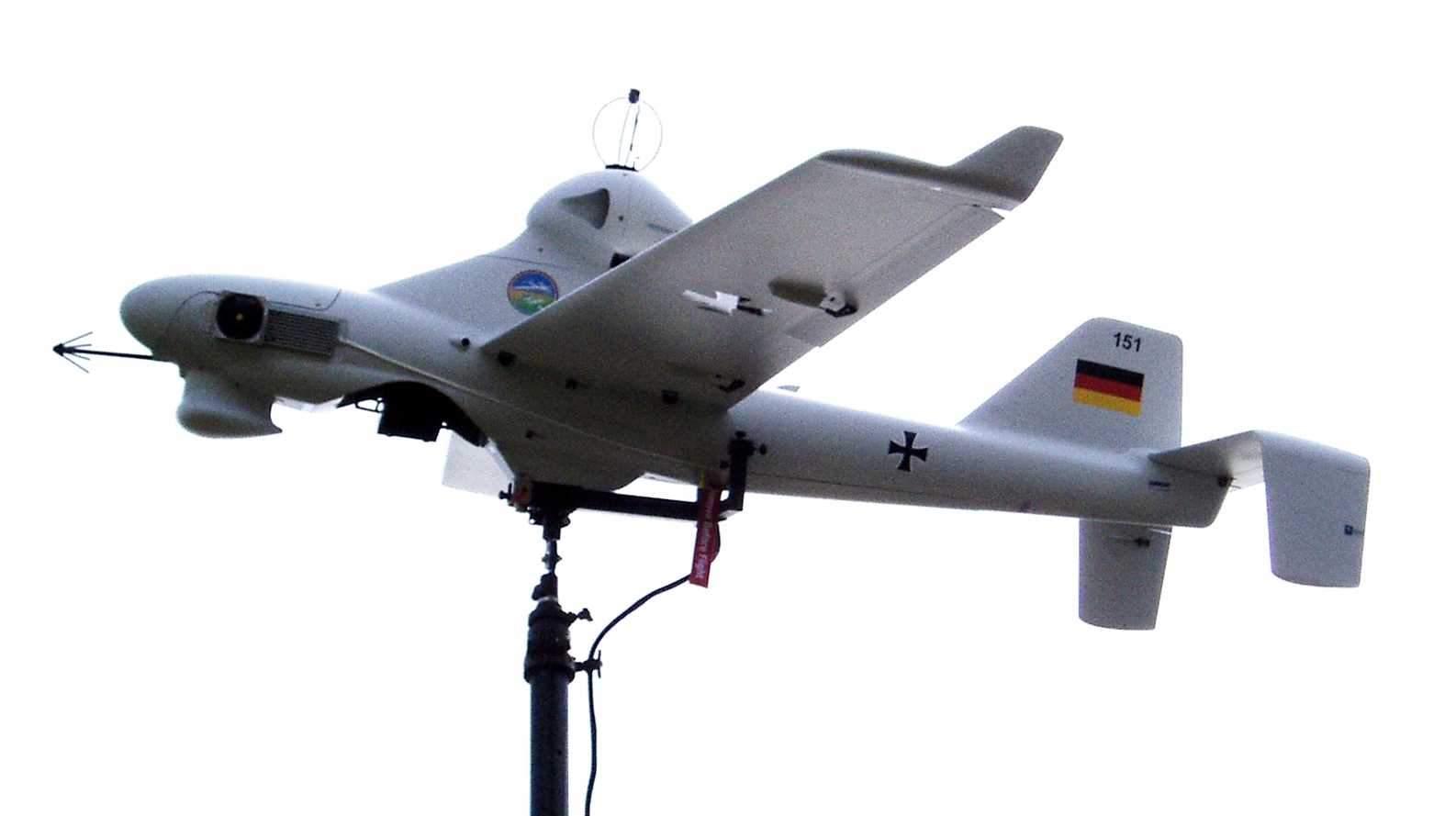
Luna X 2000: ドイツ連邦軍で偵察・ESM任務に従事する無人航空機（UAV）

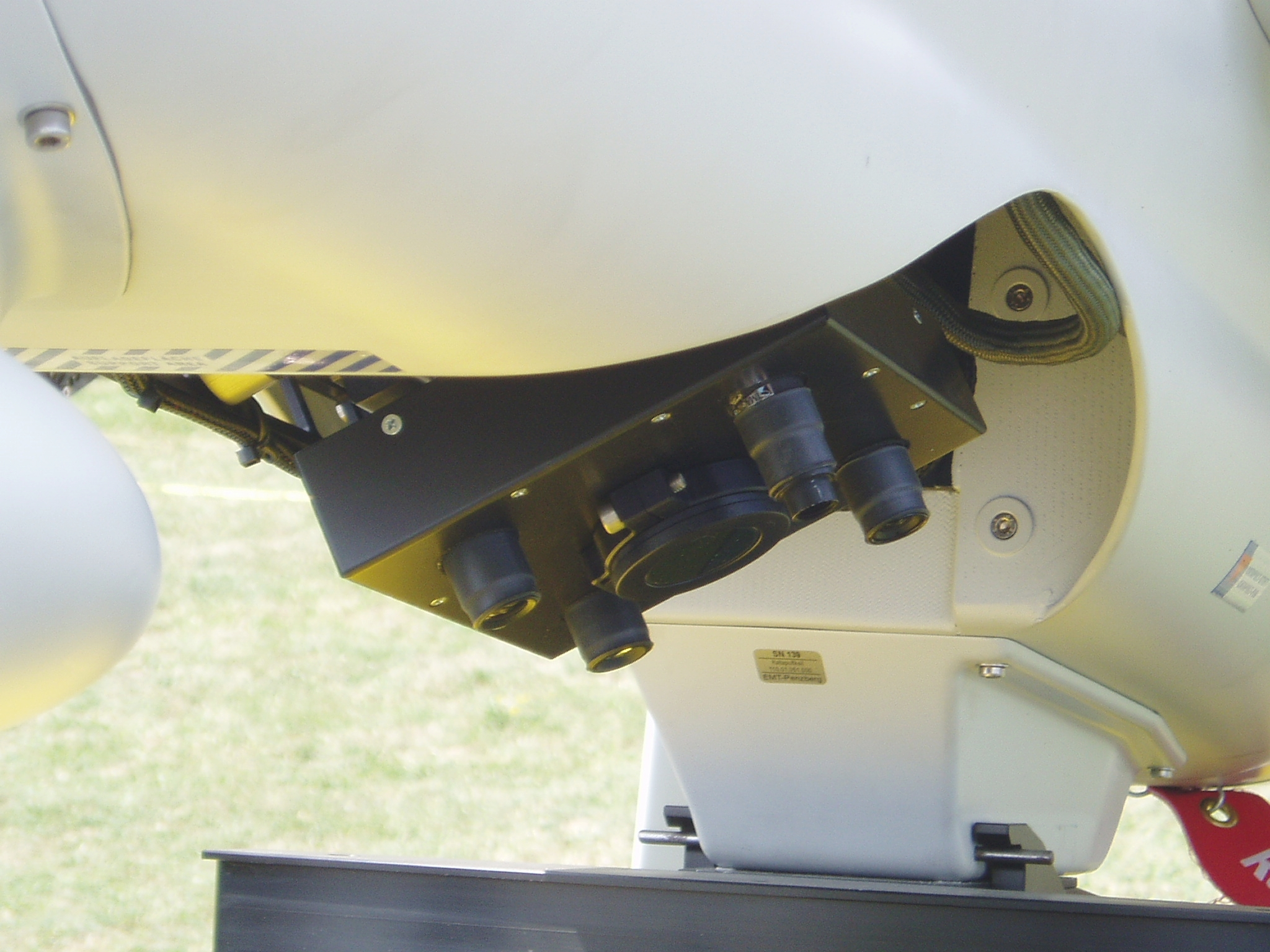
Lunaのカメラ

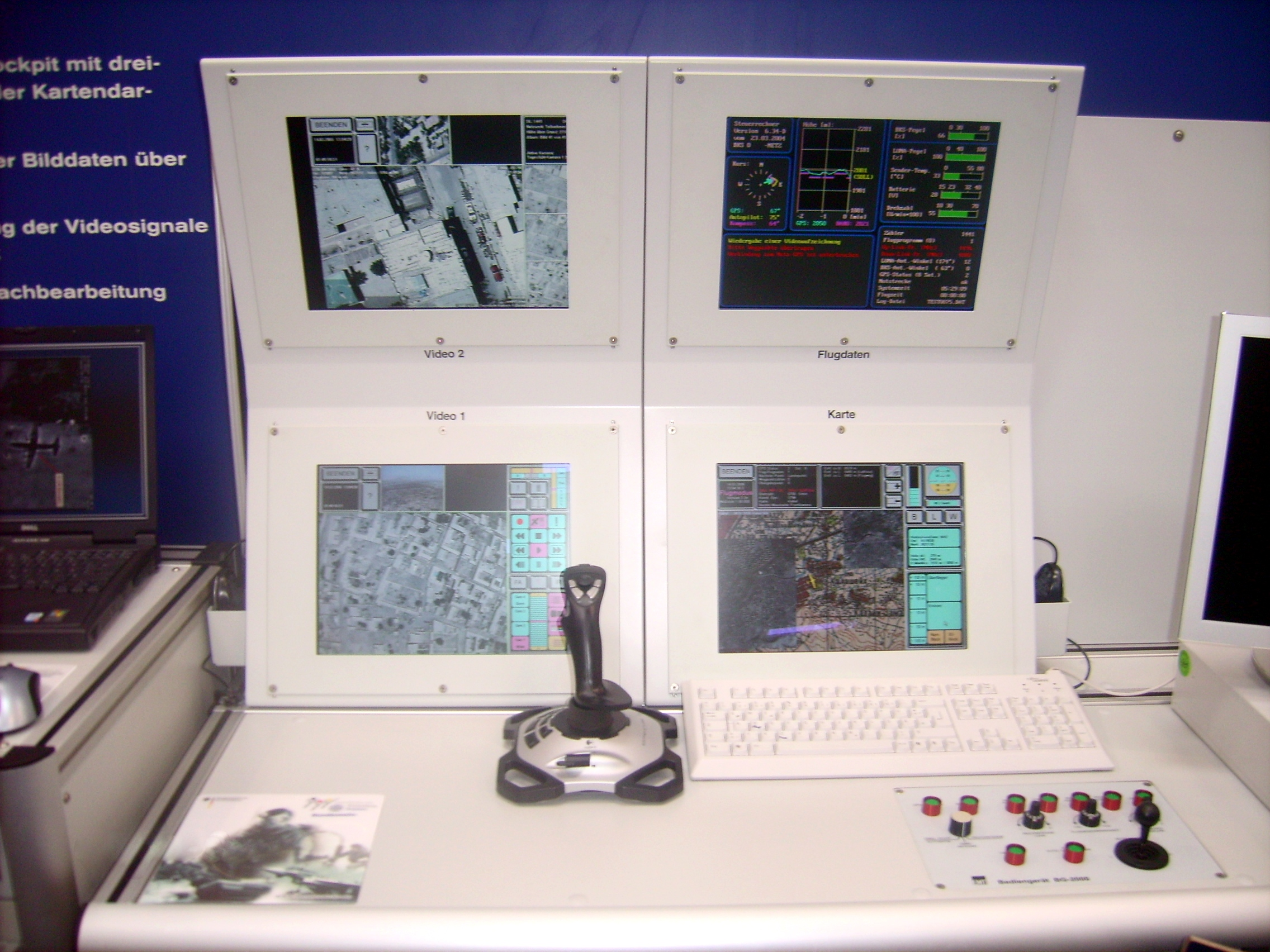
操縦卓

Luna X 2000は、ドイツ陸軍が運用する、ドイツ製の無人航空機（UAV）である。LUNAは「飛行型無人近距離偵察機材」を意味するドイツ語の頭文字を取った略語である。
航続距離400km程度の近距離偵察用で、可視光または赤外線によるビデオ映像や高精細な静止画をリアルタイムで収集・送信する任務に就くが、搭載機器によっては大気中微粒子のサンプリングやESM（Electronic warfare support measures）/ECM（Electronic countermeasures; 通信やレーダーの妨害波の発信）といった仕事もこなせる。
任務は次のように行われる。まずベルト式の簡素なカタパルトから発射されると、あらかじめプログラムされたコースを飛行する。必要に応じて飛行中にコースを変えることも可能である。上空での任務を終えると、パラシュートと衝撃吸収ダンパーを使って自動的に着陸する。
ドイツは2000年から国連コソボ平和維持軍でLuna X 2000を使用しており、また、アフガニスタンに派遣されたドイツ軍部隊でも使われている。

## 主要仕様[1]
- 推進装置: 2気筒2ストロークエンジン、推進式プロペラ×1
- 飛行速度: 70km/h
- 実用上昇限度: 3,500m
- 滞空時間: 6時間
- 全長: 2.36m
- 翼幅: 4.17m
- 離陸重量: 40kg